# Ligne 5 du métro de New York
 (janvier 2022).
Si vous disposez d'ouvrages ou d'articles de référence ou si vous connaissez des sites web de qualité traitant du thème abordé ici, merci de compléter l'article en donnant les références utiles à sa vérifiabilité et en les liant à la section « Notes et références ».
Pour les articles homonymes, voir Ligne 5.
La 5 Lexington Avenue Express est une ligne (au sens de desserte ou service en anglais) du métro de New York. Sa couleur est le vert étant donné qu'elle circule sur l'IRT Lexington Avenue Line sur la majorité de son tracé à Manhattan. Elle est issue du réseau de l'ancienne Interborough Rapid Transit Company (IRT) et rattachée à la Division A. La ligne 5 fonctionne 24 heures sur 24 même si le nombre de métros est significativement réduit la nuit. La ligne 5 circule dans le Bronx (en omnibus) et Manhattan (en express) la plupart du temps, et dans Brooklyn (en omnibus) pendant les heures de pointe, jusqu'à New Lots Avenue. Cependant, durant les heures de pointe, et dans la direction la plus encombrée, le réseau est express dans le Bronx, avec la moitié des rames qui se rendent à Nereid Avenue au lieu du terminus habituel de Dyre Avenue. Après minuit, le nombre de métro diminue dans la section située le plus au nord, dans le Bronx, au-delà de la 180th street. Les lignes 2 et 4 fournissent quant à elles régulièrement des métros sur le reste du circuit.

## Histoire

Ancien icône de la ligne 5 de 1967 jusqu'en 1979.

Ancien icône de la ligne 5 pour désigner le service express au Bronx de 1979 jusqu'en 2005.

## Caractéristiques

### Stations
| Légende | Légende                                                   |
| ------- | --------------------------------------------------------- |
|         | Sert toujours cette station                               |
|         | Sert toujours cette station, sauf la nuit                 |
|         | Service limité                                            |
|         | Sert cette station durant la nuit                         |
|         | Sert toujours cette station, sauf aux heures de pointe    |
|         | Sert cette station durant les heures de points            |
|         | Sert cette station durant la semaine                      |
|         | Sert cette station durant la nuit et les fins de semaines |
|         | Sert cette station durant les fins de semaines            |

|                                             | Station                               | Horaires                                | Correspondances                                                                              |
| Bronx                                       | Bronx                                 | Bronx                                   | Bronx                                                                                        |
| ------------------------------------------- | ------------------------------------- | --------------------------------------- | -------------------------------------------------------------------------------------------- |
| De Nereid Avenue                            |                                       |                                         |                                                                                              |
|                                             | Nereid Avenue-238th Street            | Heures de pointe (direction encombrée)  | (2)                                                                                          |
|                                             | 233 rd Street                         | Heures de pointe (direction encombrée)  | Metro-North Railroad                                                                         |
|                                             | 225th Street                          | Heures de pointe (direction encombrée)  | (2)                                                                                          |
|                                             | 219th Street                          | Heures de pointe (direction encombrée)  | (2)                                                                                          |
|                                             | Gun Hill Road                         | Heures de pointe (direction encombrée)  | (2)                                                                                          |
|                                             | Burke Avenue                          | Heures de pointe (direction encombrée)  | (2)                                                                                          |
|                                             | Allerton Avenue                       | Heures de pointe (direction encombrée)  | (2)                                                                                          |
|                                             | Pelham Parkway                        | Heures de pointe (direction encombrée)  | (2)                                                                                          |
|                                             | Bronx Park East                       | Heures de pointe (direction encombrée)  | (2)                                                                                          |
| De Dyre Avenue                              |                                       |                                         |                                                                                              |
|                                             | Eastchester-Dyre Avenue               | Toujours                                |                                                                                              |
|                                             | Baychester Avenue                     | Toujours                                |                                                                                              |
|                                             | Gun Hill Road                         | Toujours                                |                                                                                              |
|                                             | Pelham Parkway                        | Toujours                                |                                                                                              |
|                                             | Morris Park                           | Toujours                                |                                                                                              |
| Les métros pour Nereid Avenue entrent ici   |                                       |                                         |                                                                                              |
|                                             | East 180th Street                     | Toujours                                | (2)                                                                                          |
|                                             | West Farms Square-East Tremont Avenue | Toujours, sauf nuit et heures de pointe | (2)                                                                                          |
|                                             | 174th Street                          | Toujours, sauf nuit et heures de pointe | (2)                                                                                          |
|                                             | Freeman Street                        | Toujours, sauf nuit et heures de pointe | (2)                                                                                          |
|                                             | Simpson Street                        | Toujours, sauf nuit et heures de pointe | (2)                                                                                          |
|                                             | Intervale Avenue                      | Toujours, sauf nuit et heures de pointe | (2)                                                                                          |
|                                             | Prospect Avenue                       | Toujours, sauf nuit et heures de pointe | (2)                                                                                          |
|                                             | Jackson Avenue                        | Toujours, sauf nuit et heures de pointe | (2)                                                                                          |
|                                             | Third Avenue-149th Street             | Toujours sauf la nuit                   | (2)                                                                                          |
|                                             | 149th Street-Grand Concourse          | Toujours sauf la nuit                   | (2) · (4)                                                                                    |
|                                             | 138th Street-Grand Concourse          | Toujours sauf la nuit                   | (4)                                                                                          |
| Manhattan                                   |                                       |                                         |                                                                                              |
|                                             | 125th Street                          | Toujours sauf la nuit                   | Metro-North Railroad                                                                         |
|                                             | 86th Street                           | Toujours sauf la nuit                   | (4) · (6) · (<6>)                                                                            |
|                                             | 59th Street                           | Toujours sauf la nuit                   | (transfert avec MetroCard ou OMNY seulement pour les lignes F et Q) Roosevelt Island Tramway |
|                                             | 42nd Street-Grand Central             | Toujours sauf la nuit                   | Metro-North Railroad                                                                         |
|                                             | 14th Street-Union Square              | Toujours sauf la nuit                   | (4) · (6) · (<6>) · (L) · (N) · (Q) · (R) · (W)                                              |
|                                             | Brooklyn Bridge-City Hall             | Toujours sauf la nuit                   | (4) · (6) · (<6>) · (J) · (Z)                                                                |
|                                             | Fulton Street                         | Toujours sauf la nuit                   | (4) · (2) · (3) · (A) · (C) · (J) · (Z)                                                      |
|                                             | Wall Street                           | Toujours sauf la nuit                   | (4)                                                                                          |
|                                             | Bowling Green                         | Toujours sauf la nuit                   | (4)                                                                                          |
| Brooklyn                                    |                                       |                                         |                                                                                              |
|                                             | Borough Hall                          | En semaine seulement                    | (2) · (3) · (4) · (N) · (R) · (W)                                                            |
|                                             | Nevins Street                         | En semaine seulement                    | (2) · (3) · (4)                                                                              |
|                                             | Atlantic Avenue                       | En semaine seulement                    | Long Island Railroad                                                                         |
|                                             | Franklin Avenue                       | En semaine seulement                    | (2) · (3) · (4) · (SF)                                                                       |
| Les métros pour New Lots Avenue partent ici |                                       |                                         |                                                                                              |
|                                             | President Street                      | En semaine seulement                    | (2)                                                                                          |
|                                             | Sterling Street                       | En semaine seulement                    | (2)                                                                                          |
|                                             | Winthrop Street                       | En semaine seulement                    | (2)                                                                                          |
|                                             | Church Avenue                         | En semaine seulement                    | (2)                                                                                          |
|                                             | Beverly Road                          | En semaine seulement                    | (2)                                                                                          |
|                                             | Newkirk Avenue                        | En semaine seulement                    | (2)                                                                                          |
|                                             | Flatbush Avenue-Brooklyn College      | En semaine seulement                    | (2)                                                                                          |
| Vers New Lots Avenue                        |                                       |                                         |                                                                                              |
|                                             | Crown Heights – Utica Avenue          | Quelques heures de pointe               | (2) · (3) · (4)                                                                              |
|                                             | Sutter Avenue-Rutland Road            | Quelques heures de pointe               | (2) · (3) · (4)                                                                              |
|                                             | Saratoga Avenue                       | Quelques heures de pointe               | (2) · (3) · (4)                                                                              |
|                                             | Rockaway Avenue                       | Quelques heures de pointe               | (2) · (3) · (4)                                                                              |
|                                             | Junius Street                         | Quelques heures de pointe               | (2) · (3) · (4)                                                                              |
|                                             | Pennsylvania Avenue                   | Quelques heures de pointe               | (2) · (3) · (4)                                                                              |
|                                             | Van Siclen Avenue                     | Quelques heures de pointe               | (2) · (3) · (4)                                                                              |
|                                             | New Lots Avenue                       | Quelques heures de pointe               | (2) · (3) · (4)                                                                              |

## Matériel Roulant
La ligne 5 utilise 35 trains R142 depuis 2000, partagées avec la ligne 2.